# Deathspell Omega
Deathspell Omega is een Frans-Finse blackmetalband. Een belangrijk verschil tussen Deathspell Omega en andere blackmetalbands, is dat er meer aandacht wordt besteed aan de songteksten, die overigens net zoals in vele blackmetalbands, satanistisch van aard zijn.
De band speelde eerst ruwe metal in de stijl van Darkthrone, maar is sinds de cd Si monumentum requires, circumspice... veel melodischer geworden. Ook worden hier gregoriaanse zangen gebruikt. Vanaf deze release wordt ook de filosofische kant van Deathspell Omega steeds nadrukkelijker op de voorgrond geplaatst. De titel Si monumentum requires, circumspice... laat zich vertalen als "Wanneer je Zijn monument zoekt, kijk dan om je heen" en is ontleend aan een inscriptie in St. Paul's Cathedral in Londen, opgedragen aan de architect Christopher Wren die de kathedraal bouwde. De titel en teksten van de ep Kénôse, die een 40 minuten durende appendix bij Si monumentum... vormt, verwijzen naar het nieuwtestamentische begrip kenosis, wat zoveel inhoudt als de zelfverloochening van God door zich in de vorm van Jezus Christus te manifesteren in menselijke vorm. Deathspell Omega koppelen deze daad van God aan masochisme omdat zij het afdalen van God tot mens als een masochistische praktijk interpreteren.
Deathspell Omega bedient zich voor hun recente releases van uitgesproken confronterend en vervreemdend artwork, waarin illustraties die ontleend zijn aan de Holocaust, de middeleeuwse iconografie en de pornografie naast Hans Bellmer-achtige figuraties worden gebruikt. 
Si monumentum... en de appendix Kénôse vormen het eerste deel van een trilogie. De twee lange nummers Diabolus Absconditus en Mass Grave Aesthetics die sindsdien zijn uitgebracht maken geen deel uit van de trilogie. Het in eind juni 2007 verschenen nieuwe album FAS - Ite, maledicti, ite ignem aeternum is het tweede deel van de trilogie.
Op 9 november 2010 kwam het album Paracletus uit, dat het derde en laatste deel van de trilogie is.

## Discografie
- Disciples Of The Ultimate Void, demo (1999)
- Infernal Battles (2000)
- Clandestine Blaze / Deathspell Omega Split (2001)
- Sob A Lua Do Bode / Demoniac Vengeance Split (2001)
- Mütiilation / Deathspell Omega Split (2002)
- Inquisitors Of Satan, Full-length (2002)
- Si Monumentum Requires, Circumspice, Full-length (2004)
- Kénôse, ep (2005)
- From the Entrails to the Dirt (Part III) Split (2005)
- Crushing the Holy Trinity (Father) Split (2005)
- FAS - Ite, maledicti, ite ignem aeternum (2007)
- Chaining the Katechon, Deathspell Omega / S.V.E.S.T. Split (2008)
- Paracletus (2010)
- Drought (2012)[1]
- The Synarchy of Molten Bones, ep (2016)
- The Furnaces Of Palingenesia (2019)
- The Long Defeat (2022)